# قلعه‌جوق (همدان)
قلعه جوق ، روستایی از توابع بخش پیشخور  شهرستان فامنین در استان همدان ایران است.

## جمعیت
این روستا در دهستان زردشت قرار دارد و براساس سرشماری مرکز آمار ایران در سال ۱۳۹۵، جمعیت آن ۱۲۸۴ نفر (۳۴۶خانوار) بوده‌است.